# Lebrecht af Anhalt-Köthen
Fyrst Lebrecht af Anhalt-Köthen (tysk: Lebrecht, Fürst von Anhalt-Köthen; født 8. april 1622, død 7. november 1669) var fyrste af det tyske fyrstendømme Anhalt-Plötzkau fra 1653 til 1665 og herefter fyrste af Anhalt-Köthen fra 1665 til 1669.

## Biografi
Lebrecht blev født den 8. april 1622 i Plötzkau i Anhalt som den anden søn af Fyrst August 1. af Anhalt-Plötzkau i hans ægteskab med Grevinde Sibylle af Solms-Laubach.
Ved faderens død i 1653 arvede Lebrecht fyrstendømmet Anhalt-Plötzkau i fællesskab med sine to brødre Ernst Gottlieb og Emanuel. Ernst Gottlieb døde imidlertid allerede 7 måneder senere, den 7. marts 1654. Da Ernst Gottlieb var ugift og ikke havde arvinger blev han efterfulgt af sine to brødre og med-regenter.
Ved Fyrst Vilhelm Ludvig af Anhalt-Köthens død i 1665, overtog Lebrecht og Emanuel dennes fyrstendømme og blev fyrster af Anhalt-Köthen, mens Anhalt-Plötzkau blev en del af Anhalt-Bernburg. Fyrst Lebrecht døde den 7. november 1669 i Köthen. Da han ikke havde arvinger, blev hans bror Emanuel dermed eneregent af Anhalt-Köthen.

## Eksterne links
- Slægten Askaniens officielle hjemmeside Arkiveret 21. august 2018 hos  Wayback Machine (tysk)
- Schloss Plötzkaus officielle hjemmeside Arkiveret 17. februar 2020 hos  Wayback Machine (tysk)

| LebrechtHuset AskanienFødt: 8. april 1622 Død: 7. november 1669 |                                                                     |                        |
| Titler som regent                                               |                                                                     |                        |
| Foregående: August 1.                                           | Fyrste af Anhalt-Plötzkau 1653 – 1665 med Ernst Gottlieb og Emanuel | Efterfølgende: Ingen   |
| Foregående: Vilhelm Ludvig                                      | Fyrste af Anhalt-Köthen 1665 – 1669 med Emanuel                     | Efterfølgende: Emanuel |